# Paulo Ferraz

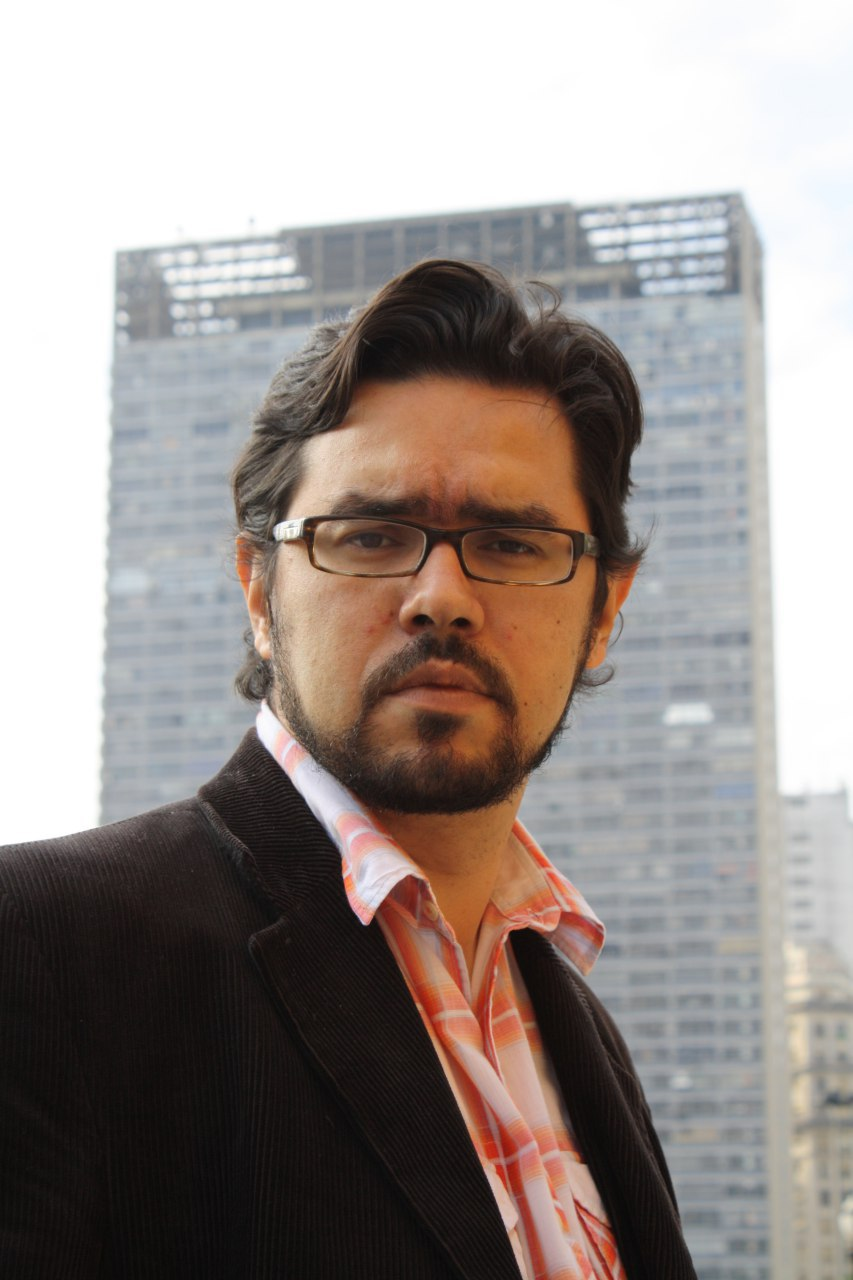

Paulo Ferraz (Rondonópolis, 1974) es un poeta brasileño.
Vivió en Cuiabá hasta 1995, cuando se trasladó a São Paulo donde se graduó en la Facultad de Derecho de la Universidad de São Paulo, siendo uno de los editores de las revistas El Once de Agosto y FNX . Concluyó máster en Teoría Literaria en la Facultad de Filosofía, Letras y Ciencias Humanas de la Universidad de São Paulo.
En 1999 publicó su primer libro de poemas, Constatação del obvio, por el Sello Sebastião Grifo, fundado por él, Matias Mariani y Pedro Abramovay. Con ambos editó aún la revista Sebastião (el primer número en 2001 y el segundo en 2002), con la cual colaboraron Armando Freitas Filho, Paulo Henriques Britto, Nelson Ascher, Régis Bonvicino, Frederico Barbosa, Donizete Galvão, Fabio Weintraub, entre otros. En 2007, lanzó dos nuevos libros De nuevo nada (poema de casi 600 versos) y Evidencias pedestres, también por el Sello Sebastião Grifo.
Tiene poemas publicados en diversas revistas literarias, tales como CULT, Magma, Silba, Cacto, Jandira y Rattapallax, en las antologías Pasión por São Paulo y Antología comentada de la poesía brasileña el siglo 21 y en las webs Germina Literatura, Poesía.net y Paralelos.
En 2007 De nuevo nada concursó en la categoría "Mejor Libro" en el 3º Premio Bravo! Prime de Cultura. En 2011 salió publicado en México por Mantis Editorial.